# Первые Коростели
Первые Коростели — село в Угловском районе Алтайском крае. Входит в состав Круглянского сельсовета.

## История
Основано в 1857 году. В 1928 г. деревня Коростели 1 состояла из 114 хозяйств, основное население — русские. Центр Коростелинского сельсовета Рубцовского района Рубцовского округа Сибирского края.

## Население
| 1926 | 1997 | 1998 | 1999 | 2000 | 2001 | 2002 |
| ---- | ---- | ---- | ---- | ---- | ---- | ---- |
| 584  | ↘144 | ↘142 | ↗150 | ↘146 | ↘144 | ↘120 |
| 2003 | 2004 | 2005 | 2006 | 2007 | 2008 | 2009 |
| ↘111 | ↗115 | ↘111 | ↘102 | ↘92  | ↘90  | ↗91  |
| 2010 | 2011 | 2012 | 2013 |      |      |      |
| ↗92  | ↘91  | ↘86  | →86  |      |      |      |